# المشنة (العرش)

تعديل مصدري - تعديل

حارة المشنة هي إحدى حارات مدينة ملاح أحد مدن محافظة البيضاء، بلغ تعداد سكانها 137 نسمة حسب تعداد اليمن لعام 2004.